# خلیل الغامدی

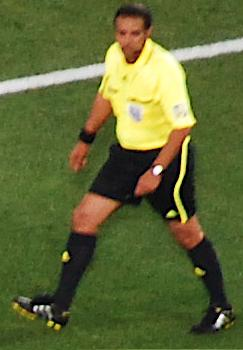
خلیل الغامدی

خلیل الغامدی (زاده ۲ سپتامبر ۱۹۷۰) داور فوتبال عربستانی است. او از سال ۲۰۰۳ در فهرست داوران بین‌المللی قرار گرفت.
خلیل الغامدی در جام جهانی بازی‌های فرانسه با مکزیک و شیلی با سوییس را قضاوت کرد و در دیدار یک چهارم نهایی هلند با برزیل داور چهارم بود.
او به دلیل مصدومیت قضاوت در اولین دیدار تیم داوری اش در جام ملت‌های آسیا ۲۰۱۱ را از دست داد
و محسن ترکی جایگرین او در آن بازی شد پس از آن بازی مصدومیتش برطرف شد و دو دیدار دیگر را قضاوت کرد. 